# Tanglewood Island (Pierce County)
Tanglewood Island ist eine Insel in Privatbesitz im Puget Sound. Tanglewood Island liegt nördlich von Fox Island in Pierce County, Washington.

## Geschichte
Tanglewood Island wurde auch Grave Island genannt, da Indianer die Insel als Friedhof benutzten. Teilweise wurden die Leichen in flachen Gräbern begraben, eine andere Art der Bestattung war das Begräbnis in einem Kanu, das zwischen zwei Bäumen festgezurrt wurde.

## Sehenswürdigkeiten
Auf Tanglewood Island ist ein Leuchtturm vorhanden, der allerdings nie als solcher in Betrieb war.